# Portela do Fojo
Portela do Fojo ist eine ehemalige Gemeinde in Portugal.

## Geschichte
Die Gemeinde wurde im Jahr 1795 gegründet, durch Ausgliederung aus der Gemeinde Alvares. Erstmals erwähnt wurde der heutige Ort im Jahr 1281, in der Stadtrechte-Urkunde (Foral) für Alvares. Funde weisen jedoch in die Zeit bis vor der Bronzezeit, als bereits Menschen hier lebten und Ackerbau betrieben.
Mit dem Bau der Talsperre Cabril 1954 verlor die Gemeinde einen Teil ihrer Fläche, und die Ortschaft Vilar da Amoreira ging im Wasser unter.
2013 wurde Portela do Fojo mit Machio zu einer neuen gemeinsamen Gemeinde zusammengefasst.

## Kultur und Sehenswürdigkeiten
Die einfache Gemeindekirche Igreja Paroquial de Portela do Fojo (auch Igreja de Nossa Senhora da Paz) aus dem 18. Jahrhundert steht unter Denkmalschutz.
Der nahe Stausee lädt zum Baden und zum Wassersport ein.

## Verwaltung
Portela do Fojo war eine eigenständige Gemeinde (Freguesia) im portugiesischen Kreis (Concelho) von Pampilhosa da Serra. Am 30. Juni 2011 hatte die Gemeinde 381 Einwohner auf einer Fläche von 37,8 km².
Amoreira Cimeira und Amoreira Fundeira bilden heute eine Agglomeration und werden meist als eine Ortschaft namens Amoreira bezeichnet. Sie bildet den eigentlichen Hauptort der ehemaligen Gemeinde Portela do Fojo. Die wichtigsten anderen Ortschaften sind Padrões, Folgares, Ribeiro do Soutelinho und Trinhão.
Die Gemeinde Portela do Fojo setzte sich aus folgenden Ortschaften zusammen:
| - Amoreira Cimeira - Amoreira Fundeira - Amoreirinha - Corga do Ouro - Corga do Rossaio - Enxaminhos - Folgares - Fontes - Grota - Indioso | - Padrões - Ribeiro do Além - Ribeiro do Indioso - Ribeiro do Soutelinho - Soutelinho - Trinhão - Vale da Gata - Vale do Porco - Vilar - Vilar da Matriz |

Im Zuge der kommunalen Neuordnung Portugals am 29. September 2013 wurde die Gemeinde Portela do Fojo mit Machio zur neuen Gemeinde Portela do Fojo — Machio zusammengeschlossen. Sitz der neuen Gemeinde wurde Portela do Fojo.